# Felicia Langer
Felicia Langer (Tarnow, 9 december 1930 – Eningen unter Achalm, 21 juni 2018) was een Israëlisch-Duits advocate, mensenrechtenactiviste en auteur. Zij werd bekend vanwege haar verdediging van gearresteerde Palestijnen.

## Biografie
Felicia Langer-? werd geboren in een Joods gezin in het Poolse Tarnow. Zij vluchtte met haar gezin naar de Sovjet-Unie. Ze ontmoette in een opvanghuis voor jeugdige overlevenden van de Shoah haar toekomstige echtgenoot Mieciu Langer met wie zij in 1949 in Breslau trouwde. Hij had vijf vernietigingskampen overleefd. Begin jaren ’50 emigreerden zij naar Israël.
Haar verlangen zich voor de Palestijnen in te zetten ontstond al snel na haar aankomst in de staat Israël. Zij zag voor het eerst ruïnes van Palestijnse dorpen en hoorde over het lot van de Palestijnse vluchtelingen. Dit raakte haar diep en maakte haar woedend. Die woede werd de motor voor haar werk.
In 1953 werd haar zoon Michaël geboren. Zij nam eind jaren 70 een Palestijnse jongen, Sami, aan als haar eigen kind. Felicia had hem leren kennen in een Israëlische gevangenis, waar hij door de verhoormethoden van de Shin Bet alle zin voor het leven verloren had. Zij bracht die zin terug.
Van 1959 tot 1965 studeerde zij rechten aan de afdeling van de Hebreeuwse Universiteit van Jeruzalem in Tel Aviv . Na een tijdje in Tel Aviv voor een advocatenkantoor te hebben gewerkt, begon zij haar eigen praktijk. In 1967 zwoer zij in de buurt van Latrun waar in de Zesdaagse Oorlog drie Palestijnse dorpen door het Israëlische defensieleger verwoest waren en de inwoners verdreven (zonder dat ze hun spullen mee hadden mogen nemen) dat zij de rechten van de Palestijnen zonder voorbehoud zou verdedigen.
Zij werd bekend vanwege haar 23 jaar lange verdediging van gearresteerde en gevangen gezette Palestijnen. Het aantal personen dat zij verdedigde bedraagt ruim 3000. Zij haalde alles uit de kast om bv. onteigening, sloop van een huis of deportatie te voorkomen. Er waren mensen in Israël die haar dit niet in dank afnamen en dit lieten merken. In 1990 sloot zij haar advocatenkantoor in Jeruzalem, vooral uit protest tegen de Israëlische bezettingspolitiek die volgens haar het recht tot een farce maakte. Zij verhuisde naar Duitsland waar haar zoon met zijn gezin woonde en waar zij nog hetzelfde jaar de Right Livelihood Award ontving “vanwege haar buitengewone moed betoond bij haar inzet voor de verdediging van de basisrechten van het Palestijnse volk”. In 2008 verwierf zij het Duitse staatsburgerschap. Een jaar later ontving zij uit handen van bondspresident Horst Köhler het Bundesverdienstkreuz 1e Klas voor haar inzet voor de mensenrechten. Ook in Duitsland kreeg zij te maken met een lastercampagne. Het echtpaar Langer woonde in Tübingen.

## Citaat
De ongeveer 1,5 miljoen Arabieren (d.w.z. Palestijnen) in Israël zijn eigenlijk tweederangs- of derderangsburgers, gediscrimineerd vanwege hun nationaliteit in termen van burgerrechten, landgebruik en landverwerving, onderwijs, huisvesting en nog veel meer. Hen is zelfs het recht ontnomen om te rouwen om hun ontheemding en onteigening, waarvoor Israël verantwoordelijk is, en om de toestand van rechteloosheid waarin zij zijn gebracht. Het in het openbaar spreken of herdenken van dit verdriet is inmiddels bij wet verboden. - Ik woonde 40 jaar in Israël en vocht tegen deze discriminatie. En ik zoek daar ook in de toekomst mee door te gaan.

## Boeken
- With My Own Eyes (1975)
- These Are My Brothers (1979)
- An Age of Stone (1987)
- Fury and Hope (1993) (autobiografies)
- Appearance and Truth in Palestine (1999)
- Miecius Report. Youth between the Warsaw Ghetto  and Concentration camp Theresienstadt (1999)
- Quo vadis Israel? The new Intifada of the Palestinians (2001)

Boeken in het Duits
- Die Zeit der Steine, Aus dem Hebräischen. Lamuv, Göttingen 1989; ISBN 9783889773791
- Zorn und Hoffnung. Aus dem Hebräischen. Lamuv, Göttingen 1991; ISBN 3-88977-440-7
- Brücke der Träume. Eine Israelin geht nach Deutschland. Aus dem Hebräischen. Lamuv, Göttingen 1994, ISBN 3-88977-385-0.
- Wo Hass keine Grenzen kennt: eine Anklageschrift. Aus dem Hebräischen und aus dem Englischen. Lamuv, Göttingen 1995; ISBN 3-88977-397-4
- «Laßt uns wie Menschen leben!» Schein und Wirklichkeit in Palästina. Aus dem Hebräischen und aus dem Englischen. Lamuv, Göttingen 1999; ISBN 3-88977-538-1
- Miecius später Bericht: eine Jugend zwischen Getto und Theresienstadt. Aus dem Hebräischen. Lamuv, Göttingen 1999; ISBN 3-88977-539-X
- Quo vadis, Israel? Die neue Intifada der Palästinenser. Aus dem Englischen. Lamuv, Göttingen 2001; ISBN 3-88977-615-9
- Brandherd Nahost. Oder: Die geduldete Heuchelei. Aus dem Englischen. Lamuv, Göttingen 2004; ISBN 3-88977-644-2
- Die Frau, die niemals schweigt. Stationen eines Lebens. Lamuv, Göttingen 2005; ISBN 3-88977-664-7
- Die Entrechtung der Palästinenser. 40 Jahre israelische Besatzung. Aus dem Englischen. Lamuv, Göttingen 2006, ISBN 3-88977-680-9.
- Um Hoffnung kämpfen. Lamuv, Göttingen 2008, ISBN 3-88977-688-4.
- Mit Leib und Seele - Autobiographische Notizen. Zambon, Frankfurt am Main 2012, ISBN 978-3-88975-201-7.

## Prijzen
- Hans-Litten-Award - Union of Democratic Advocates (1988)[3]
- Right Livelihood Award (1990)[4]
- Ereburger van Nazareth (1990)
- Bruno Kreisky Award - Merit of Human Rights (1991)[5]
- Onder de top 50 van de meest invloedrijke vrouwen in Israel – verkozen door het magazine "YOU" (1998)
- Erich Mühsam Award of the Erich-Mühsam-Association (2005)[6][7]
- Human Rights Award - Association Protecting Human Rights and Human Dignity (2006)[8]
- Federal Cross of Merit, First Class (2009)[9]
- Palestinian Medal for Exceptional Merits (2012)[10][11]